# Dark Souls III
Dark Souls III – fabularna gra akcji wyprodukowana przez From Software i wydana przez Namco Bandai Games na komputery z systemem Windows oraz na konsole PlayStation 4 i Xbox One. Została zapowiedziana podczas targów E3 2015, a jej premiera odbyła się 24 marca 2016 w Japonii oraz 12 kwietnia 2016 w Europie i Ameryce Północnej. Gra jest kontynuacją Dark Souls II z 2014. Wydawca nie ujawnił dokładnych wyników sprzedaży gry, jednakże ogłosił, że Dark Souls III to najszybciej sprzedająca się gra w historii firmy.

## Rozgrywka
Dark Souls III należy do gatunku trzecioosobowych fabularnych gier akcji osadzonych w świecie dark fantasy. Rozgrywka jest bardzo podobna do tej z poprzednich gier z serii Souls. Gracz na początku kreuje wizerunek postaci i wybiera dla niej jedną z dwunastu klas, która wpływa tylko na początkowy rozdział atrybutów i startowy ekwipunek. Właściwa rozgrywka polega na przemierzaniu lokacji, walce z przeciwnikami – w tym z bossami – oraz poszukiwaniu różnorakich przedmiotów. Dzięki walce z wrogami oprócz nowego ekwipunku gracz może zdobywać tytułowe dusze (ang. souls), które służą do zwiększania atrybutów postaci sterowanej przez gracza.

## Dodatki
Do sprzedaży trafiła także przepustka sezonowa umożliwiająca dostęp do dwóch dodatków do Dark Souls III. Pierwsze DLC zatytułowane Ashes of Ariandel miało premierę 25 października 2016 roku, natomiast drugie – The Ringed City – ukazało się 28 marca 2017 roku.

## Odbiór gry
Dark Souls III zostało bardzo dobrze przyjęte zarówno wśród graczy, jak i krytyków, dzięki czemu w agregatorach GameRankings i Metacritic średnia ocen wynosi od 86 do 90 punktów na 100, w zależności od platformy. Recenzenci chwalili głównie świat wykreowany w grze, piękne i zróżnicowane lokacje oraz system walki. Krytykowali natomiast sporadyczne spadki w płynności animacji.